# 霍恩伯肯湖

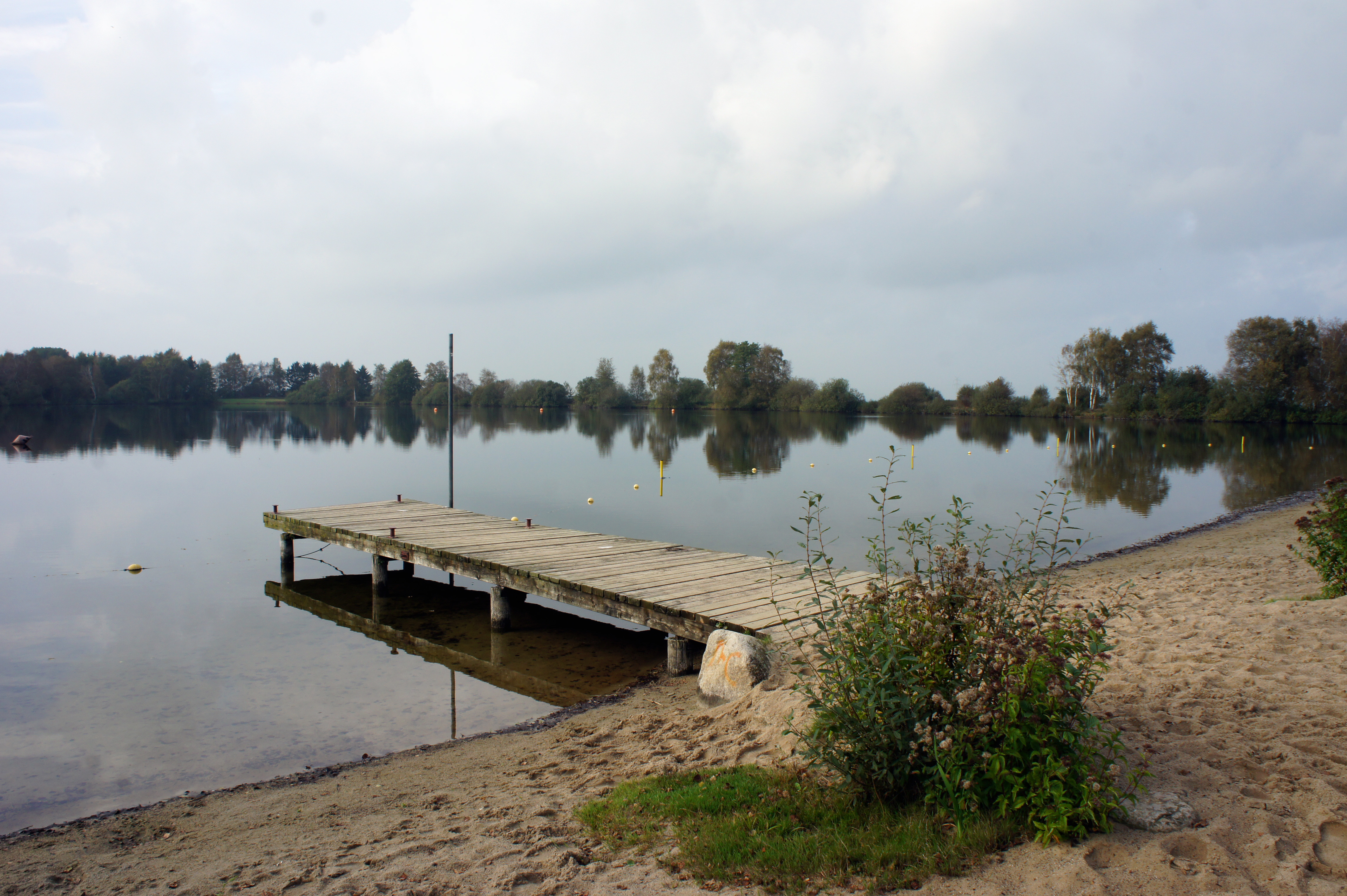

53°6′59″N 8°31′30″E / 53.11639°N 8.52500°E
霍恩伯肯湖（德語：Hohenbökener See），是德國的湖泊，位於該國西北部，由下薩克森州負責管轄，處於甘德克塞，長0.4公里、寬0.2公里，面積0.05平方公里，處於海平面水平，最大水深16米，湖岸線長度1公里。